# Sydney Goldstein
Sydney Goldstein (Kingston upon Hull, 3 dicembre 1903 – Cambridge, 22 gennaio 1989) è stato un matematico britannico, conosciuto per i suoi contributi in fluidodinamica.

## Onorificenze

### Onorificenze scientifiche
Medaglia G.I. Taylor 1984